# 失婚老豆
《失婚老豆》（英語：Beloved Daddy），是1984年上映的一部香港喜劇電影，為鄭則士首嘗執導的電影處女作，由鄭則士、曾志偉、潘麗賢、狄寶娜·摩亞、胡冠珍等主演。鄭則士憑本片獲提名第4屆香港電影金像獎最佳男演員。

## 劇情
毛化果（鄭則士 飾）是個非常「賢慧」的中年男人，喜歡打掃和煮飯，妻子以性格不合為由與他離婚。離婚後的毛化果帶著兒子Billy（黎燕珊 飾）搬進了小鋼砲（曾志偉 飾）出租的房間，每天為小鋼砲父女煮飯賺點小外快。而職業足球員小鋼砲同樣是個單親爸爸，個性尖酸難相處，每天只顧踢足球，對家庭事愛理不理，跟還在讀小學的女兒豬仔飽關係疏離。
在長時間的相處下，小鋼砲的一切都起了變化，他開始喜歡上這個熱鬧的家，也因為毛化果的關係與鄰居們破冰。一天郊外旅行，豬仔飽跌倒受傷，擔心的小鋼砲第一次表露了對女兒的關懷與疼惜。就在此時，毛化果收到通知，前妻要帶Billy離開香港移民加拿大......

## 角色
| 演員        | 角色                | 備註                                    |
| 鄭則士      | 毛化果／肥毛／Bobby | 失婚中年，超級市場經理 (粵語配音：盧雄) |
| 曾志偉      | 小鋼砲              | 房東，職業足球員 (粵語配音：楊捷康)     |
| 潘麗賢      |                     |                                         |
| 狄寶娜·摩亞 |                     |                                         |
| 胡冠珍      |                     |                                         |
| 陳嘉儀      | Connie              | 毛化果之妻，後與其離婚                  |
| 胡美儀      |                     |                                         |
| 黎燕珊      | Billy               | 毛化果之子                              |
| 李嘉豪      |                     | (粵語配音：沈小蘭)                      |
| 黃詩詩      |                     |                                         |
| 廖偉雄      |                     |                                         |
| 呂良偉      | Sam                 | 律師 (粵語配音：朱子聰)                 |
| 馬湘卾      |                     |                                         |
| 龍天燊      |                     |                                         |
| 黎彼得      | Ronnie              | 毛化果的大舅                            |
| 鍾錦光      |                     |                                         |
| 曾光展      |                     |                                         |
| 劉鎮緯      |                     |                                         |
| 石偉文      |                     |                                         |

## 電影歌曲

### 主題曲
| 歌名       | 演唱者 | 作曲   | 填詞   |
| 〈寶貝兒〉 | 關正傑 | 顧嘉煇 | 鄭國江 |

## 獎項
| 年份 | 頒獎典禮            | 獎項       | 獲提名 | 結果 |
| ---- | ------------------- | ---------- | ------ | ---- |
| 1985 | 第4屆香港電影金像獎 | 最佳男演員 | 鄭則仕 | 提名 |